# Liow Tiong Lai
Liow Tiong Lai (chinois traditionnel : 廖中莱 ; pinyin : Liào Zhōnglái), né le 13 octobre 1961 à Jasin (en) (Malaisie), est un homme politique malaisien, vice-ministre de la Jeunesse et des Sports de 2006 à 2008, ministre de la Santé de 2008 à 2013, président de l'Association des Chinois de Malaisie de 2013 à 2018 et ministre des Transports de 2014 à 2018.